# الجزيرة الشقراء
قرية الجزيرة الشقراء هي إحدى القرى التابعة لمركز الصف في محافظة الجيزة في جمهورية مصر العربية. حسب إحصاءات سنة 2006، بلغ إجمالي السكان في الجزيرة الشقراء 13127 نسمة، منهم 6621 رجل و6506 امرأة.